# الفتح بن المعتمد
أبو نصر الفتح بن المعتمد (الملقَّب أيضاً بالمأمون) (المتوفي سنة 484 هـ/1091م) هو أحد أبناء المعتمد بن عبَّاد أمير إشبيلية وقرطبة في عصر ملوك الطوائف، حكم قرطبة نيابة عن أبيه لفترة، وكان من حكام الأندلس المشهورين. ولاه والده حاكماً لمدينة قرطبة، وكان هو أميرها وقتَ وصول سير بن أبي بكر القائد المرابطي الذي كُلِّف بالقضاء على دول ملوك الطوائف. حاصر المرابطون المدينة عام 484 هـ (1091م)، وتوجَّس الفتح وخاف، فأرسل زوجته زائدة الأندلسية مع أبنائه إلى حصن المدور بعد أن أمر بتحصينه وتجهيزه، وظلَّ وحيداً مرتعباً في قصر قرطبة. سقطت قرطبة بعد مقاومةٍ قصيرة إثر تسليمها على يد أهلها، فدخلها المرابطون ووصلوا إلى القصر، وعندما سمع الفتح بأمرهم خرج منه مع عددٍ قليلٍ من رجاله، إلا إنَّ المرابطين والثوار من أهل المدينة تمكَّنوا من هزيمته وقتله. وقد قُطِعَ رأسه ووضع على رأس رمح، وطاف به الأهالي في شوارع قرطبة. حزن المعتمد على وفاة الفتح حزناً كبيراً، وقال يرثيه هو وأخاه الراضي:

## كتب
- علي، أدهم (2000). المعتمد بن عبَّاد. الإدارة العامة للثقافة، وزارة الثقافة والإرشاد القومي، القاهرة - مصر.